# グルタミン
グルタミン (glutamine) はアミノ酸の一種で、2-アミノ-4-カルバモイル酪酸（2-アミノ-4-カルバモイルブタン酸）のこと。側鎖にアミドを有し、グルタミン酸のヒドロキシ基をアミノ基に置き換えた構造を持つ。酸加水分解によりグルタミン酸となる。略号は Gln あるいは Q で、2-アミノグルタルアミド酸とも呼ばれる。グルタミンとグルタミン酸の両方を示す3文字略号は Glx、1文字略号は Z である。動物では細胞外液に多い。
極性無電荷側鎖アミノ酸、中性極性側鎖アミノ酸に分類される。蛋白質構成アミノ酸のひとつ。非必須アミノ酸だが、代謝性ストレスなど異化機能の亢進により、体内での生合成量では不足する場合もあり、準必須アミノ酸として扱われる場合もある。
1870年頃にエルンスト・シュルツ（英語版）が発見した。

## 生化学
RNAのコドン CAA および CAG によってコードされる。窒素代謝においても重要であり、窒素固定で生成したアンモニアはグルタミン酸をグルタミンに変換することによって有機化合物として同化される。この変換を行う酵素はグルタミンシンターゼと呼ばれる。グルタミンは多くの化合物の生合成において窒素源として用いられ、これにはプリンやピリミジンなどの核酸塩基も含まれる。

### 生合成
グルタミン酸よりグルタミンシンテターゼ（グルタミン酸アンモニアリガーゼ、EC 6.3.1.2）の作用により合成される。

## 栄養学

### 利用
運動やトレーニングの後にはグルタミンを補給することが推奨されているが、これはグルタミンが運動後の免疫抑制を軽減したり、グリコーゲンの回復を促進する効果が報告されているためである。

### 消化機能の補助
いくつかの研究によってグルタミンの機能と効果が明らかにされており、グルタミンを添加した食事と腸の機能、すなわち腸管の防御機能、腸細胞の増殖および分化、敗血症への感染率の減少を関連付ける証拠が提出されている。このような「洗浄」効果は腸がグルタミンを他のアミノ酸より速く吸収することに由来すると考えられており、内臓の状態を整えたい時にグルタミンを用いるのが良いとされる理由となっている。
これらの効果はグルタミンを添加したものとしていない食事をとった後の血漿濃度を比較した結果から発見された。しかし、グルタミンは「洗浄」作用・効果を持つと考えられてはいるが、様々な食品中に異なる濃度で含まれるため、臨床での効果がどの程度得られるかは不明である。

### 手術後の回復補助
グルタミンには外科手術後の傷の回復期間を短縮する効果があることも知られている。腹腔部を手術した際、患者にグルタミンを含む高カロリー輸液を行うと入院の期間が短縮される。 臨床試験によって、グルタミンの投与を含む療法で処置を行うと窒素バランスが向上し、投与を行わなかった場合に比べ、顆粒球におけるシステイニルロイコトリエンの生成やリンパ球の回復、腸の透過率に向上が見られること、また副作用が無いことが明らかにされている。

## 安全性
グルタミン製剤はアメリカ食品医薬品局 (FDA)による胎児危険度分類でカテゴリCに分類されている。これは動物実験において胎児への有害性が確認されているもののヒトに対する十分な研究がなされていない物質に対する分類であり、グルタミン製剤の妊婦もしくは授乳期の女性への投与は安全性が確立されておらず有益性が危険性を上回っていると医師が判断した場合にのみ行われる。